# Pelopides symmetricus
Pelopides symmetricus is een keversoort uit de familie van de Passalidae. De wetenschappelijke naam van de soort is voor het eerst geldig gepubliceerd in 1904 door Zang.